# Leszek Figurski
Leszek Benon Figurski (Lech Figurski), ps. „Jan Węgrzyn” (ur. 23 sierpnia 1932 w Toruniu, zm. 18 czerwca 2015 w Nowym Jorku) – katolicki filozof, profesor doktor habilitowany, dziekan Wydziału Filozofii Felician College, Lodi, New Jersey, pisarz, tomista, teolog, zwolennik koncepcji inteligentnego projektu, posługiwał się językiem polskim, angielskim, francuskim, niemieckim, łaciną, studiował klasyczną grekę. W swoich pracach wskazywał na konieczność przemyślenia głównych zagadnień ludzkiej egzystencji oraz obowiązek poszukiwania fundamentalnych prawd dotyczących natury, istnienia Boga, człowieka, wartości czasu i podstawowych wartości moralnych chrześcijaństwa.

## Życiorys

### Dzieciństwo i młodość
Figurski urodził się w Toruniu w rodzinie mieszczańsko-ziemiańskiej. Przodkowie Figurskiego wrócili ze Stanów Zjednoczonych z Wielkiej Emigracji do Polski tuż przed wybuchem I wojny światowej. Teofil, ojciec Leszka, został zaciągnięty do legionów Piłsudskiego. Jako jeniec został zesłany na Sybir, skąd udało mu się powrócić do niepodległej Polski. Figurski dorastał w patriotycznej atmosferze. Jego ojciec nauczał go szacunku do tradycji i wynikających z tego obowiązków wobec ojczyzny.

### II wojna światowa
Figurski miał siedem lat gdy wybuchła II wojna światowa. Ojciec wstąpił do polskiej armii. Był świadkiem wejścia wojsk Wermachtu do Torunia (wrzesień 1939). Figurski przeżywał brak ojca i odczuwał boleśnie nieobecność starszej siostry Haliny, którą hitlerowcy z łapanki w Toruniu wywieźli na przymusowe roboty do Niemiec. Opiekował się matką, która uczyła go języka polskiego, historii i religii. Nauczył się mówić po niemiecku. Uczęszczał na tajne nauczanie. Malował obrazy o tematyce religijnej i patriotycznej. Pierwsza wróciła z Niemiec Halina, była słaba i tak jak Figurski zarażona gruźlicą. Ojciec wydostał się z niewoli rosyjskiej, schorowany powrócił do Torunia i wkrótce potem zmarł.

### Lata powojenne w Polsce
Jezuita o. Antoni Narel wysłał Leszka do nowicjatu w Kaliszu. Następnie dwa lata Figurski spędził w Kolegium Jezuitów w Starej Wsi k. Brzozowa. Otrzymał tam tzw. „humaniora” zakończone „wewnętrzną maturą”, bez praw państwowych. Przez kolejne trzy lata studiował filozofię na Wydziale Filozoficznym Towarzystwa Jezusowego w Krakowie, gdzie uzyskał stopień licencjata, uznawanego jedynie na uczelniach kościelnych. Przez następne cztery lata studiował na Wydziale Teologicznym Towarzystwa Jezusowego w Warszawie. Studia zakończone licencjatem z teologii nie dawały żadnych praw uznawanych przez komunistyczne władze. W 1958 roku zdał maturę incognito (ks. Filipowicz). Zakon Jezuitów wysyłał młodego kleryka na parafie gdzie uczył młodzież religii, łaciny, angielskiego, polskiego, historii Polski i filozofii katolickiej. Organizował również wycieczki z młodzieżą do Zakopanego. Działalność Figurskiego zwróciła uwagę komunistycznych władz PRL-u. Był on niejednokrotnie przesłuchiwany na Rakowieckiej. Szantażowano go i namawiano do współpracy z Urzędem Bezpieczeństwa. Gdy odmawiał współpracy grożono mu więzieniem. W 1963 roku, Figurski przeprowadził się do Stanów Zjednoczonych, gdzie po ojcu otrzymał obywatelstwo amerykańskie nie tracąc polskiego.

### Działalność naukowa
Pierwsze wykłady z teologii rozpoczął w Merci College w Dobbs Ferry, New York. W 1977 roku uzyskał doktorat z filozofii za pracę „Final Cause and Its Relation To Intelligence in St. Thomas. Aquinas”, Fordham University napisanej pod kierunkiem profesora W.Norris Clarke, SJ. Habilitację uzyskał w 1979 roku w Felician College w Lodi, New Jersey gdzie prowadził wykłady z filozofii i teologii. Do 2014 roku wykładał w St. Peter’s University, New Jersey, gdzie prowadził również kursy online. Wykładał teologię oraz etykę. W filozofii specjalizował się w metafizyce i logice symbolicznej. Uważał, że zmiany jakie zachodziły w powojennej Polsce, powodowały spustoszenie w wielu umysłach, zwłaszcza wśród młodzieży. Według jego opinii pozostałości po reżimie i indoktrynacji ateistyczno-komunistycznej stwarzają znaczną potrzebę nauczania innych, „prawdziwych” zasad światopoglądowych.

### Śmierć
W 2007 u Figurskiego stwierdzono raka płuc. Zmarł 18 czerwca 2015 roku w Nowym Jorku otoczony przyjaciółmi i studentami. Został pochowany na cmentarzu przy Narodowym Sanktuarium Matki Bożej Częstochowskiej w Doylestown.

## Twórczość
- Leszek Figurski, Irena T. Ciszewska: „Odwaga krytycznego myślenia”, Wydawnictwo E-bookowo, 2014
- Leszek Figurski: „The Finality and Intelligence Is the Universe Designed?” Wydawnictwo Bezkresy Wiedzy, 2014 (More Books!), ISBN 978-0-8191-0565-3.
- Leszek Figurski; „The Courage to Think For Yourself, The Search for Truth and the Meaning of Human Life”, University Press of America, 2012 (Rowman and Littlefield)
- Leszek Figurski, „Finality and Intelligence”, University Press of America, Inc, 1987, ISBN 978-3-639-89063-1
- Leszek Figurski, „Final Cause & Its Relation to Intelligence in St. Thomas. Aquinas”, Dissertation, Fordham University (1977),
- Leszek Figurski: „Mikołaj Kopernik”, Drama in 6 acts, 1972
- Leszek Figurski, „Efficient Cause in Immanuel Kant”, Fordham University Press, Bronx, NY 1969 I.
- Leszek Figurski, „Des Petrus Bekenntniss und Schlussel”, Philosophical Faculty Press, Kraków, Polska 1967

## Działalność
Leszek Figurski był członkiem:
- American Association of University
- American Catholic Philosophical Association Professors
- The International Platform Association Activities outside of Philosophy

### Inna działalność na terenie USA
- Polska Kronika kulturalna, Radio WCC, Hartford, Ct. – audycje dla Polonii (1974- 1986)
- Współpraca z Zarządem Weteranów Polskich w Ameryce
- Zrzeszenie Artystów Scen Polskich w Stanach Zjednoczonych, Nowy Jork
- Fundacja Kulturalna Clark, New Jersey (1985)
- Współzałożyciel Fundacji: Polsko-Amerykański Fundusz Obrony Prawnej I Edukacji, INC. (1993-2000)
- Autor specjalistycznych kursów przygotowujących do egzaminów w USA (nagrania w języku polskim i angielskim)
- Radio Maryja, Toruń: Rozmowy niedokończone (1992)